# Procesja Dembowskiego

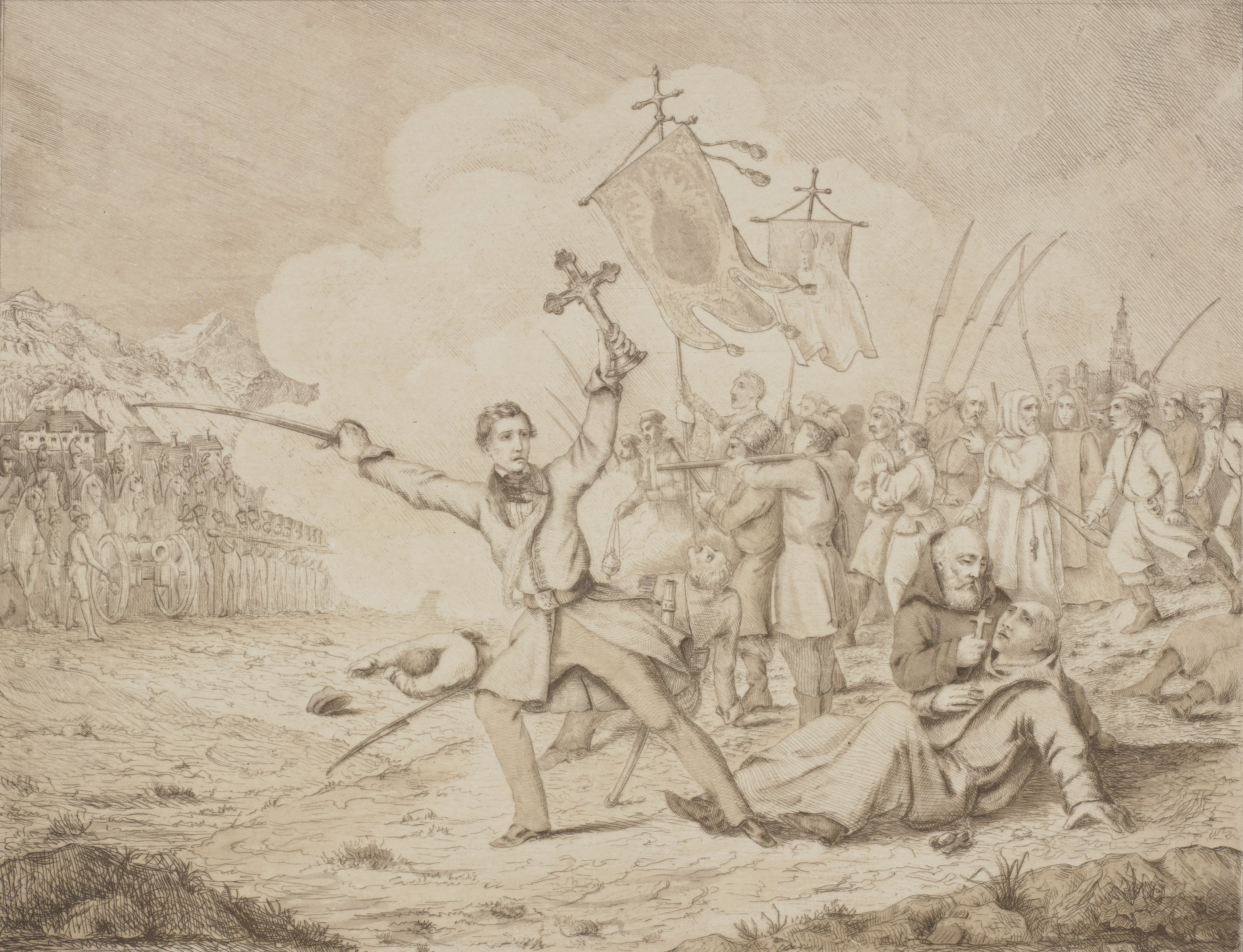
Edward Dembowski na czele procesji na akwaforcie autorstwa Józefa Bohdana Dziekońskiego

Procesja Dembowskiego – religijno-patriotyczna procesja, która odbyła się 27 lutego 1846 w czasie powstania krakowskiego w Wolnym Mieście Krakowie. W wyniku ostrzelania procesji przez wojska austriackie, zginęło 28 osób, w tym faktyczny przywódca powstania i inicjator procesji Edward Dembowski. Po masakrze procesji powstanie krakowskie faktycznie upadło.

## Przebieg procesji
Edward Dembowski chcąc odwołać się do uczuć patriotycznych i religijnych chłopów (w tym czasie trwała już rzeź galicyjska), 27 lutego zorganizował procesję, w której wzięło udział 30 księży i zakonników w ornatach i komżach, z krzyżami i chorągwiami oraz 50 osób świeckich w tym kobiety i dzieci. Na czele szedł Dembowski w białej sukmanie chłopskiej z krzyżem w ręku. Procesję eskortował oddział zbrojny złożony z 20 strzelców i 20 kosynierów. 
Procesja śpiewając pieśni religijne, przeszła przez Podgórze ku Wieliczce, nie spotykając chłopów po drodze. Z powodu zapadających ciemności i padającego deszczu postanowiono zawrócić, przenocować w Podgórzu i wyruszyć następnego dnia o świcie w stronę Wieliczki. Gdy procesja doszła do Podgórza, usłyszano strzały. 

Istnieją dwie wersje tego co wydarzyło się potem. Według Józefa Wawel-Louisa (pisownia oryginalna): 

Procesja chcąc uniknąć bezpośredniego starcia z wojskiem, skierowała się w ul. Rękawki, biegnącą u podnóża Krzemionek, aby schronić się w najbliższym kościele, ale po drodze natknęła się na dwie kompanie piechoty majora Schneidra. Część manifestantów uciekła, część ruszyła na Austriaków, do których otworzyła ogień eskorta. Wojsko oddało dwie salwy w tłum z bliskiej odległości. „Dembowski ująwszy w rękę chorągiew cofnął się kilkanaście kroków w tył na wzgórek i wywijając chorągwią wołał, ażeby skupiono się wokół niego. W tej chwili padł jednak na ziemię ugodzony kulą”. Powstał straszliwy popłoch i panika, bowiem manifestacja została otoczona z dwóch stron.

 Według Adama Rawicza Siedmiogrodzkiego (pisownia oryginalna): 

[...] Tymczasem od strony Mogilan wkroczył generał Collin i wyparł powstańców z koszar przy ulicy Kalwaryjskiej. Jednak w Rynku Podgórskim z niektórych okien i pięter padają w kierunku Austriaków strzały. Generał tym razem usiłuje opanować sytuację i przeciwko wracającej procesji wysyła dwie kompanie na Krzemionki. Żołnierze ukryci na wzgórzu ostrzeliwują ludzi. Dembowski na czele kilku strzelców przebija się naprzód do Rynku Podgórskiego, aby przyłączyć się do walczących tam powstańców. Jednak zostaje zatrzymany i rozbrojony. Jest prowadzony przez 3 żołnierzy w kierunku kościoła. Nagle wyrywa eskorcie broń, ale zostaje zastrzelony i przebity bagnetem...